# The Man I Love
The Man I Love ist eine Ballade, die George Gershwin (Musik) und Ira Gershwin (Text) schrieben und 1924 veröffentlichten.

## Entstehungs- und frühe Wirkungsgeschichte
Die Gershwin-Brüder haben den Song ursprünglich für das satirische Musical Lady, Be Good geschrieben; bei ersten Probeaufführungen in Philadelphia stellte ihn Adele Adair vor. Da die Ballade beim Publikum nicht gut ankam, wurde sie im ersten Akt verschoben. Noch in der ersten Woche wurde der Song ganz aus der Show herausgenommen, aber als einzelnes Musikstück bei der New World Music Corporation veröffentlicht. 1927 wurde er in die Antikriegsatire Strike Up the Band aufgenommen, diesmal unter dem Titel The Girl I Love, gesungen von dem Tenor Morton Downey; das Musical floppte und wurde nur zwei Wochen gespielt. Ein weiteres Mal fand The Man I Love Verwendung in einer Show, der Ziegfeld-Produktion Rosalie (1928), die mangels Erfolgs zwar nie den New Yorker Broadway erreichte, aber die Grundlage für den Musikfilm The Man I Love (1947) war, mit Ida Lupino und Bruce Bennett in den Hauptrollen.
The Man I Love war auch die Erkennungsmelodie für George Gershwins wöchentliche CBS-Radioshow Music by Gershwin, die 1934/35 ausgestrahlt wurde, und auch sein persönliches Lieblingsstück unter all seinen Kompositionen.

## Songstruktur
Das in G-Dur geschriebene The Man I Love ist in der Liedform AA'BA' verfasst; die Melodie ist ein Ableger der Rhapsody in Blue, die im selben Jahr entstand. „Die Essenz des Songs sind natürlich die Blue Notes.“ In der allerersten Version (noch ohne den Text) war die Melodie des heutigen Chorus die Melodie des Verse.

## Erste Aufnahmen

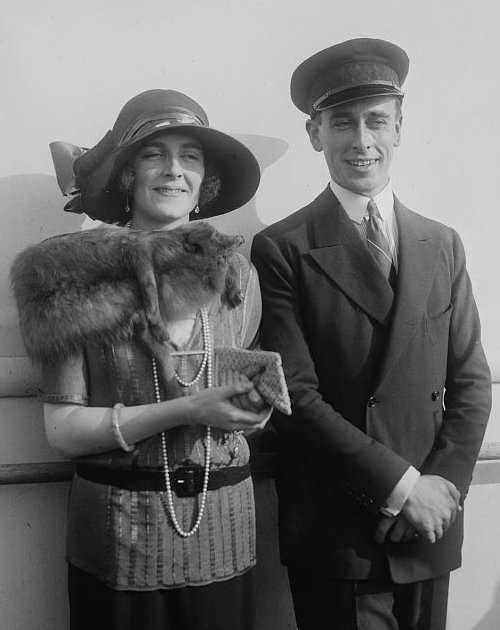
Edwina und Louis Mountbatten

Zu den ersten Musikern, die den Song aufnahmen, gehörte Sippie Wallace (Okeh, 1925). Weitere Interpretationen stammen von Sam Lanin (Okeh, 1927), Annette Hanshaw (Pathé, 1928), Ben Bernie (Brunswick, 1928) und Paul Whiteman (Columbia, 1928), in Berlin von Julian Fuhs 1928. Edwina Ashley, eine Freundin George Gershwins und die spätere Lady Mountbatten, brachte den Song mit nach England, was seine große Popularität Mitte der 1920er-Jahre in Großbritannien und Frankreich (u. a. durch Aufnahmen von Jean Wiener und Clément Ducet sowie von Lud Gluskin) beförderte. Er kehrte dann um 1928 über den Atlantik zurück und wurde erfolgreich von Marion Harris (1928, #4), Helen Morgan, Sophie Tucker (1928, #11), Paul Whiteman and His Orchestra (1928, mit Vaughan DeLeath, Gesang, #15) und Fred Rich and His Orchestra (1928, ebenfalls mit Vaughan DeLeath, #19) und anderen aufgenommen; Benny Goodman hatte 1937 ebenfalls einen Hit (#20) mit The Man I Love. Der Gershwin-Song wurde schon bald zu einem beliebten Jazzstandard.

## Spätere Coverversionen
Hervorzuheben aus der großen Anzahl von Interpretationen sind die Versionen von Billie Holiday (1939), Coleman Hawkins (1943), Lester Young (1946), Miles Davis/Thelonious Monk (1954), Art Tatum (1933), Ella Fitzgerald (1959), Mary Lou Williams (1975), Zoot Sims (1975) Ray Charles (1956) und Betty Carter (1988). Besonders furios mit Elementen von Bebop und Swing interpretierte der Pianist Erroll Garner 1956 die Ballade. Der Diskograf Tom Lord listet im Bereich des Jazz insgesamt 1079 (Stand 2015) Coverversionen.